# Pristimantis rosadoi
Pristimantis rosadoi är en groddjursart som först beskrevs av Flores 1988.  Pristimantis rosadoi ingår i släktet Pristimantis och familjen Strabomantidae. IUCN kategoriserar arten globalt som sårbar. Inga underarter finns listade i Catalogue of Life.